# ポーラー・スター
「ポーラー・スター」は、1979年7月25日に発売された八神純子の7枚目のシングルである。
曲名の "Polar Star" は、英語で北極星を意味する。地球から見ると北の空高く動かないように見えるため、古くから旅人の道しるべ、導きの星とされてきた。

## 収録曲
1. ポーラー・スター (3分57秒)
  - 作詞：八神純子、三浦徳子／作曲：八神純子／編曲：大村雅朗
  - アルバム『Mr.メトロポリス』収録
2. ビューティフル・デー (4分24秒)
  - 作詞・作曲：八神純子／編曲：戸塚修

## リリース日一覧
| 地域 | リリース日    | レーベル                | 規格                   | カタログ番号   | 備考                     |
| ---- | ------------- | ----------------------- | ---------------------- | -------------- | ------------------------ |
| 日本 | 1979年7月25日 | ディスコメイトレコード  | シングル盤             | DSF-130        | STEREO                   |
| 日本 | 2007年8月1日  | YAMAHA MUSIC PUBLISHING | デジタル・ダウンロード | 260605041      | iTunes Store             |
| 日本 | 2012年10月1日 | YAMAHA MUSIC PUBLISHING | デジタル・ダウンロード | YMP0038        | e-onkyo FLAC 96kHz 24bit |
| 日本 | 2012年10月1日 | YAMAHA MUSIC PUBLISHING | デジタル・ダウンロード | 1979070401-7_F | mora FLAC 96.0kHz/24bit  |